# Ogni volta che te ne vai
Ogni volta che te ne vai è un film italiano del 2004 diretto da Davide Cocchi.

## Trama
Orfeo era un bambino con un sogno: diventare un cantante di liscio. Vent'anni dopo, il suo sogno si complica: diventare un cantante di liscio insieme a Pamela. E mentre lei - libera e inafferrabile - continua ad andare e venire nella sua vita, la musica e i sogni scandiscono il ritmo di questa bizzarra storia d'amore.